# Courrier des spectacles
Le Courrier des spectacles, ou Journal des théâtres, est un quotidien français créé en 1797 et qui fut publié jusqu'en 1807.

## Historique
Son premier numéro est publié le samedi 7 janvier 1797 (18 nivôse, an V). Ses rédacteurs sont alors Édouard Lepan et E.-N.-F. Desanteul. Le 30 juillet ne figure plus que Le Pan. Suspendu après le 5 septembre 1797, le journal reparaît le 21 octobre. Le Pan y est alors qualifié de propriétaire et rédacteur.
Le 24 juin 1798 (6 messidor an VI), le quotidien est suivi d'un supplément dont le titre varie : Supplément au Courrier des spectacles, Séances, nouvelles, fêtes publiques, annonces, et cours de la bourse, Séances, nouvelles, annonces de livres, et cours de la bourse, Lois et actes du gouvernement, annonces... et cours de la bourse ou encore Courrier des spectacles. Lois et actes du gouvernement.
À partir du 6 octobre 1804, le rédacteur du journal devient Jacques-Barthélemy Salgues. Son dernier numéro est le 3 762 daté du dimanche 31 mai 1807. 